# Pamphagus sardeus
Pamphagus sardeus is een rechtvleugelig insect uit de familie Pamphagidae. De wetenschappelijke naam van deze soort is voor het eerst geldig gepubliceerd in 1840 door Herrich-Schäffer.